# Rover Takes a Call
Rover Takes a Call è un cortometraggio muto del 1905 diretto da Lewin Fitzhamon. Girato subito dopo il grande successo di Rescued by Rover, ha ancora come protagonista la star canina di casa Hepworth, il collie Blair.

## Produzione
Il film fu prodotto dalla Hepworth.

## Distribuzione
Distribuito dalla Hepworth, il film - un cortometraggio della lunghezza di 15,2 metri - uscì nelle sale cinematografiche britanniche nel settembre 1905.
Non si hanno altre notizie del film che si ritiene perduto, forse distrutto nel 1924 quando il produttore Cecil M. Hepworth, ormai fallito, cercò di recuperare l'argento del nitrato fondendo le pellicole.